# Exochogyne
Exochogyne es un género de plantas herbáceas con cuatro especies pertenecientes a la familia de las ciperáceas.    
Está considerado un sinónimo del género Lagenocarpus

## Especies
- Exochogyne amazonica. C. B. Clarke.
- Exochogyne decandra. Tutin.
- Exochogyne megalorrhyncha. Tutin.
- Exochogyne steyermarkii. Gilly.